# 1237
1237 (MCCXXXVII) fue un año común comenzado en jueves del calendario juliano.

## Acontecimientos
- Fundación de Zarauz como villa por Fernando III de Castilla.
- Culminación de los reinos de Taifas en la península ibérica, a excepción de Granada, que duraría hasta el 1492.
- Batalla del río Sit. Derrota del ejército ruso por el Imperio Mongol.
- Tratado de York. Definió la frontera anglo-escocesa de forma más clara.
- Fundación de Berlín y Cölln.
- Invasión de Europa Oriental por mongoles bajo el comando de Batu Khan.
- Fin del Califato Almohade en el Magreb y Al-Ándalus.

## Nacimientos
- Bohemundo VI, príncipe antioqueno (f. 1275).